# Luciano Machado Soares
Luciano Machado Soares (São Roque do Pico, 25 de Junho de 1902 — Ponta Delgada, 15 de Dezembro de 1977) foi um político açoriano ligado ao período do Estado Novo que, entre outras funções, foi governador civil do Distrito da Horta (1935-1936) e do Distrito Autónomo de Ponta Delgada (1968-1970) e deputado à Assembleia Nacional por aquele círculo eleitoral.

## Biografia
Nasceu em São Roque do Pico, filho de Manuel Machado Soares e de Serafina de Vasconcelos de Bettencourt e Ávila, uma família ligada à aristocracia da vila das Lajes do Pico, onde um seu ascendente tivera um farto morgadio. Depois de ter estudado no Liceu da Horta e no Liceu Nacional de Ponta Delgada, matriculou-se em Direito na Faculdade de Direito da Universidade de Lisboa, onde se licenciou.
Ingressou na carreira de registos e notariado, sendo nomeado conservador do Registo Predial em Santa Cruz das Flores, de onde transitou em iguais funções para Vila Franca do Campo, para a Ribeira Grande e por fim para Ponta Delgada. Terminou a sua carreira profissional como conservador do Registo da Propriedade Automóvel de Lisboa, onde se reformou em 1972, retirando-se então para Ponta Delgada, cidade onde faleceu. Ao longo do seu percurso profissional acumulou com a advocacia, sendo advogado com prestígio nos foros por onde passou, e com diversas funções políticas e administrativas, sendo um dos políticos açorianos com maior destaque durante o período do Estado Novo.
Foi membro destacado da União Nacional, de que foi dirigente. Nessa qualidade ocupou vários cargos políticos e administrativos, entre os quais o de presidente da Câmara Municipal de São Roque do Pico, na ilha do Pico, e da Câmara Municipal da Ribeira Grande, onde também exerceu as funções de provedor da Santa Casa da Misericórdia da Ribeira Grande. Foi também delegado do Conselho Distrital da Legião Portuguesa de Ponta Delgada no concelho de Vila Franca do Campo, funções que lhe valeram as medalhas de prata e de dedicação, e vogal e delegado do Conselho Geral da Comissão Reguladora do Comércio dos Cereais do Arquipélago dos Açores.
Entre 22 de Maio de 1935 e 1 de Julho de 1936 foi governador civil do Distrito da Horta. Foi igualmente governador civil do Distrito Autónomo de Ponta Delgada, entre 24 de Maio de 1968 e 21 de Julho de 1970.
Foi deputado à Assembleia Nacional pelo círculo de Ponta Delgada na IX Legislatura (1965-1969), integrando a comissão parlamentar dos assuntos do ultramar. Na sua actividade parlamentar ocupou-se das questões referentes aos transportes marítimos nos Açores, à delimitação do mar territorial e da zona contígua e das necessidades da economia açoriana em matéria de portos e de redução das barreiras alfandegárias entre ilhas e com o exterior.